# Międzynarodowy Festiwal Rzeźby Lodowej w Poznaniu
Międzynarodowy Festiwal Rzeźby Lodowej w Poznaniu – jedyny w Polsce festiwal profesjonalnych rzeźbiarzy w lodzie, a także największy w Europie. Odbywa się od 2006 na Starym Rynku w Poznaniu w grudniu każdego roku. Festiwal składa się z dwóch konkursów. Pierwszego dnia rzeźbiarze w pojedynkę biorą udział w Speed Ice Carving. W konkurencji tej uczestnicy mają do dyspozycji tych samych rozmiarów blok lodu, który w ciągu kilkudziesięciu minut mają zmienić w rzeźbę według projektu. Wygrywa rzeźba najwierniejsza projektowi. Drugiego dnia rywalizują ze sobą zespoły dwuosobowe. Tematyka rzeźb jest dowolna.

## Historia

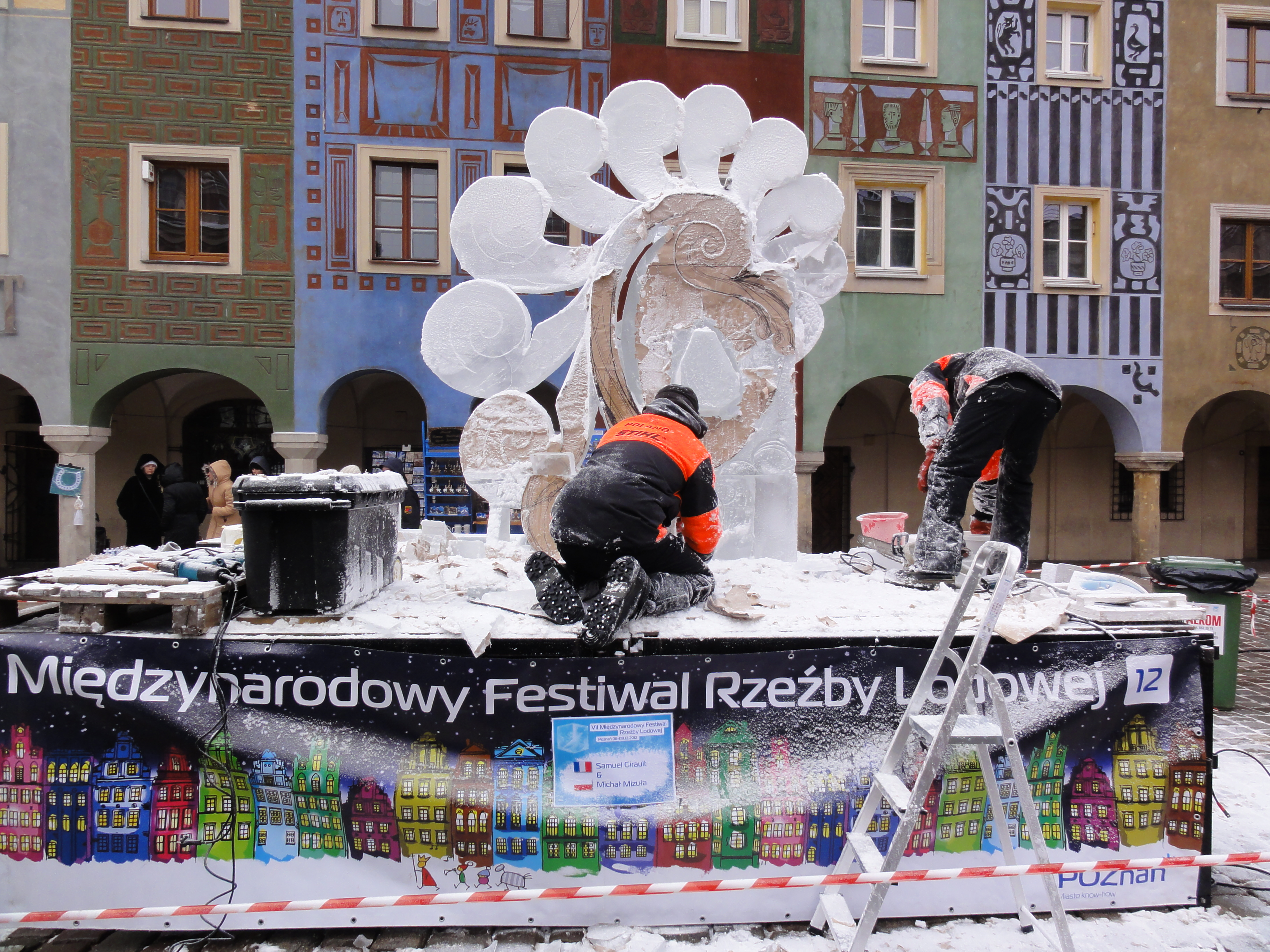
Zespoły rzeźbiarzy w trakcie pracy.

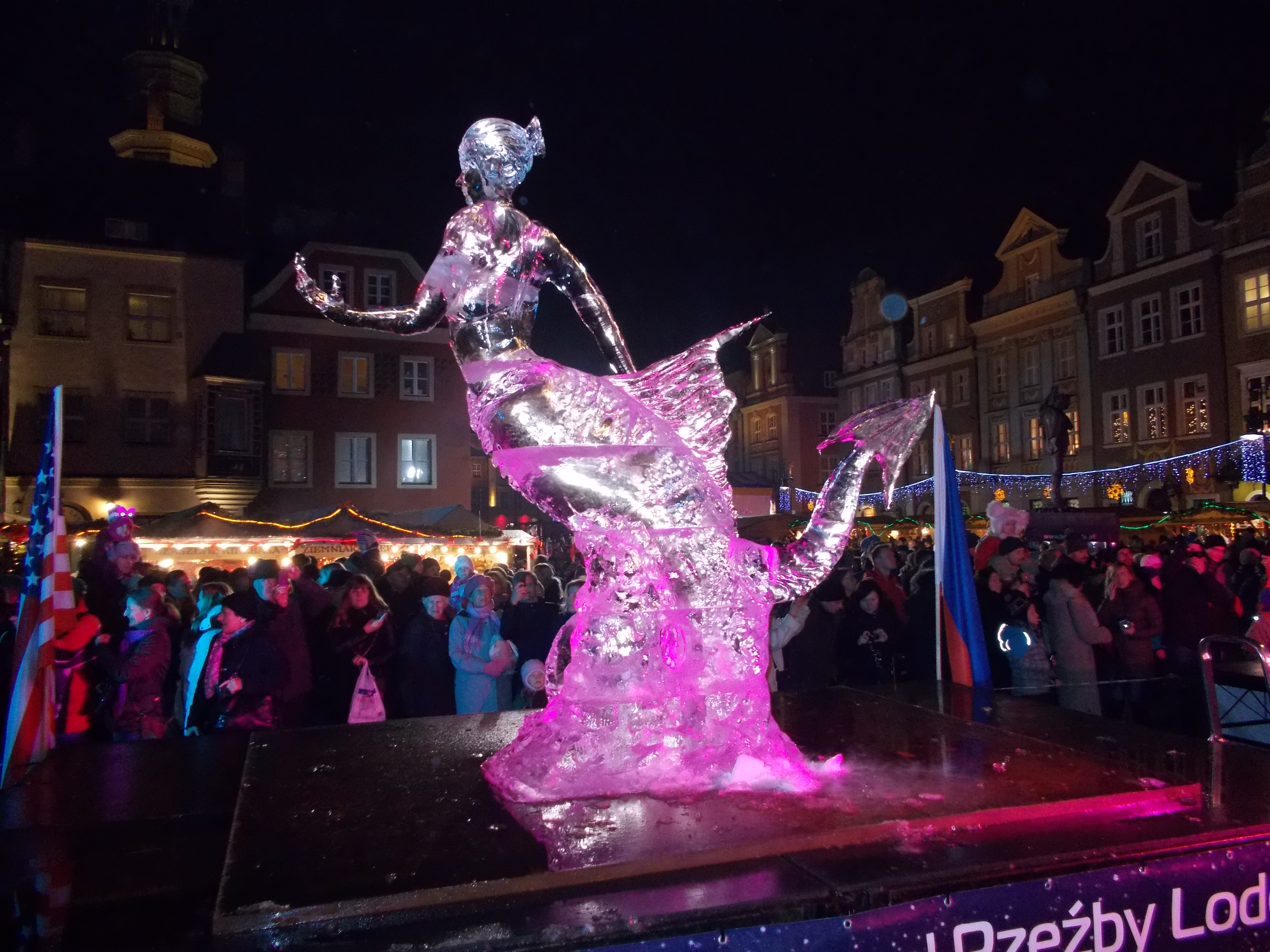
Ukończone rzeźby eksponowane są wieczorem świetlną iluminacją.

W Festiwalu bierze udział po kilkanaście grup rzeźbiarskich z całego świata (dotąd m.in. z USA, Francji, Japonii, Rosji, Bułgarii, Słowenii, Kanady, Szwecji czy Malezji). W 2008 było ich najwięcej – 15. Podczas finału 2009 zmagania obserwowało 8 tysięcy widzów. Festiwal łączony jest z różnego rodzaju innymi wydarzeniami, np. Betlejem Poznańskim (kiermaszem bożonarodzeniowym) lub koncertami muzycznymi (np. Ray Wilson). W 2006 gościem specjalnym festiwalu był mistrz świata w rzeźbie lodowej Patrick Roger de Campagnolle. W 2010 mistrzów świata było już trzech – z Rosji, USA (Aaron Costic) i Poznania (Robert Burkat). Dwaj ostatni przygotowali m.in. lodowy wystrój koncertu zespołu muzycznego AudioFeels. W 2011 roku tym po raz pierwszy wprowadzono dodatkową konkurencję: Speed ice carving. Rzeźbienie w jednym bloku lodu, według projektu na czas. W 2013 wprowadzono również nagrodę publiczności. Nagroda za pierwsze miejsce wynosi 1500 euro. Od 2014 konkurs zaczął nosić nazwę STIHL POZnan Ice Festival.

## Technika
Dla uczestniczących zespołów przygotowuje się lodowe bryły o wymiarach 1 × 0,5 m × 0,25 m (2007). Rozstawia się je na specjalnych chłodzonych postumentach. Zawodnicy mają za zadanie wyciąć z nich, najczęściej za pomocą pił łańcuchowych, dowolne kształty, oceniane później przez publiczność i Jury. W użyciu są także mniejsze piłki, pilniki, dłuta, a nawet żelazka, czy woda.

## Frekwencja
Liczba zespołów w poszczególnych latach:
- 2018 – 12 ekip
- 2017 – 8 ekip
- 2016 – 12 ekip
- 2015 – 12 ekip
- 2014 – 12 ekip
- 2013 – 10 ekip[2]
- 2012 – 12 ekip[3]
- 2010 – 12 ekip[4]
- 2009 – 12 ekip
- 2008 – 15 ekip
- 2007 – 9 ekip
- 2006 – brak danych

## Zwycięzcy

### Konkurs główny
- 2006:
  - 1. miejsce – Samuel Girault Francja i Robert Burkat Polska
- 2007:
  - 1. miejsce – Samuel Girault Francja i Robert Burkat Polska
- 2008:
  - 1. miejsce – Aaron Costic i Sara Costic USA
  - 2. miejsce – Junici Nakamura Japonia
  - 3. miejsce – Lora Dimowa i Georgy Velikor Bułgaria
- 2009:
  - 1. miejsce – Aaron Costic i T.J.Grubisha USA, za rzeźbę Pokój
  - 2. miejsce – Jędrzej Jankowski i Krzysztof Gac Polska
  - 3. miejsce – Suguru Kanbayashi i Kevin Ashe Kanada

- 2010:
  - 1. miejsce – Aaron Costic i T.J.Grubisha USA
  - 2. miejsce – zespół rosyjski Rosja
  - 3. miejsce – zespół kanadyjski Kanada

- 2011:
  - 1. miejsce – Victor Dagatan USA i Angelito Baban Filipiny
  - 2. miejsce – Vladimir Zhikhartsev USA i Nadia Fedotova USA
  - 3. miejsce – Suguru Kanbayashi Kanada i Kevin Ashe Kanada

- 2012:
  - 1. miejsce – Samuel Girault Francja i Michał Micuła Polska
  - 2. miejsce – Yoshihiko Kosaka Japonia i Hiroyuki Suzuki Japonia
  - 3. miejsce – Vladimir ZhikhartsevRosja i Andrey Besser Rosja[5]

- 2013:
  - 1. miejsce – Victor Dagatan USA i Angelito Baban Filipiny
  - 2. miejsce – Kevin Ashe Kanada i Suguru Kanbayashi Japonia
  - 3. miejsce – Yoshihito Kosaka Japonia i Eisuke Kanaki Japonia
- 2014:
  - 1. miejsce – Ross Baisas Kanada i Antonio Baisas Kanada
  - 2. miejsce – Michał Mizuła Polska i Samuel Girault Francja
  - 3. miejsce – Angelito Baban Filipiny i Jess Parrish USA
- 2015:
  - 1. miejsce – Ross Baisas Kanada i Antonio Baisas Kanada
  - 2. miejsce – Michał Mizuła Polska i Samuel Girault Francja
  - 3. miejsce – Kevin Ashe Kanada i Suguru Kanbayashi Japonia

Antonio i Ross Baisas
- 2016:
  - 1. miejsce – Piotr Boroń & Marek Szewczyk
  - 2. miejsce – Antonio Baisas & Ross Baisas
  - 3. miejsce – Dalius Dregva & Vidas Simanavcius

- 2017
  - 1. miejsce – Jess Parrish & Angelito Baban
  - 2. miejsce – Antonio Baisas & Ross Baisas
  - 3. miejsce – Michał Mizuła & Samuel Girault

- 2018:
  - 1. miejsce – Adam Bakoš & Miroslav Trnovský
  - 2. miejsce – Nenad Klajic & Strajin Čančarevic
  - 3. miejsce – Bruno Fleurit & Max Rutgers

### Speed Ice Carving
- 2011:
  - 1. miejsce – Michał Mizuła Polska
  - 2. miejsce – Samuel Girault Francja
- 2012:
  - Vladimir Zhikhartsev Rosja
- 2013:
  - Victor Dagatan USA
- 2014:
  - Michał Mizuła Polska
- 2015:
  - 1. miejsce – Ross Baisas Kanada
  - 2. miejsce – Yoshihito Kosaka Japonia
  - 3. miejsce – Samuel Girault Francja[6]